# Ramón Carande
Ramón Carande y Thovar (Palencia, 4 de mayo de 1887-Almendral, 1 de septiembre de 1986) fue un historiador y economista español, considerado como autoridad en la historia económica española.

## Biografía
Hijo del abogado Manuel Carande Galán, natural de Carrión de los Condes (Palencia), y de la extremeña Ascensión Thovar Uribe. Pasó su infancia en el pueblo de su padre, donde llevó a cabo estudios de segunda enseñanza. Estudió en un pequeño colegio privado en Reinosa y en el Sainte-Marie de Monceau, un colegio privado dirigido por los Marianistas en París.
En 1902, superó el examen de grado de bachiller en el Instituto de Santander.
Estudió en la Universidad de Madrid las carreras de Derecho y Económicas y vivió en la Residencia de Estudiantes cuando ésta ocupaba su sede de Fortuny 14. Se doctoró en Derecho por la Universidad Central con una tesis titulada "Notas para un estudio sobre el trabajo", defendida en 1910, y publicada más adelante, en 1916, con el título de "Notas para un estudio de la naturaleza económica del trabajo". 
Con la intención de ampliar estudios en Múnich, Viena y Berlín con Gustav Schmoller y Werner Sombart, tutelado desde España por Eduardo de Hinojosa, Antonio Flores de Lemus y Francisco Giner de los Ríos. 
Catedrático de Economía Política y Hacienda Pública de las Universidades de Murcia, nombrado el 28 de noviembre de 1916 y toma de posesión de 15 de diciembre de 1916, donde fue Decano; y por una permuta de puesto, de Sevilla, en 1927, donde inicia su labor investigadora destacando el estudio en el Archivo de Indias y en otras instituciones; también fue Rector durante la Dictadura de Primo de Rivera, cesando el 30 de marzo de 1931, por motivos políticos.
Tras la proclamación de la Segunda República Española vive en Madrid, y ocupa plaza en el Consejo de Estado, siendo una época donde se relaciona con los intelectuales como Manuel Bartolomé Cossío, Gregorio Marañón, Antonio Garrigues Díaz-Cañabate, prosiguiendo con sus investigaciones.
La guerra civil española le hace sufrir inconvenientes por ambos bandos, aunque se le consideró más próximo al bando vencedor (franquista), y a su término es repuesto en su cátedra. Gracias a las gestiones de Pedro Gamero del Castillo —antiguo alumno suyo— y Ramón Serrano Suñer fue nombrado miembro del Consejo Nacional de FET y de las JONS, aunque dimitiría de este puesto en 1941. No reanudó sus clases hasta el curso 1944/45, por estar ocupado en otros cargos públicos y privados (Sección de Hacienda del Instituto de Estudios Políticos y asesoría técnica del Banco Urquijo). 
Ramón Carande es uno de los fundadores de la Asociación Española de Historia Económica (AHDE), en la que colaboró en sus primeros tiempos.
Muy vinculado con la ciudad de Sevilla, pasaba largas temporadas en Extremadura, en el cortijo de "Capela", próximo a la localidad de Almendral, (fue enterrado en su cementerio), en la provincia de Badajoz, donde la familia Carande mantenía una espléndida biblioteca y archivo, recibiendo frecuentes visitas de intelectuales y artistas, una vida cultural desde la periferia continuada por su hijo, el novelista y escritor Bernardo Víctor Carande.

Un universitario ejemplar de singular espíritu humanista y plena entrega a la investigación rigurosa que ha hecho un extraordinario esfuerzo en el estudio de la dimensión histórica de la economía, mediante la utilización de nuevos sistemas de análisis proyectados sobre las fuentes documentales originarias, con lo que consigue mostrar por primera vez, de modo sistemático, la compleja realidad de la Economía y la Hacienda en la época de los Reyes Católicos y Carlos I, de tanta significación para España e Iberoamérica, contribuyendo así decisivamente a sentar las bases historiográficas de la ciencia económica contemporánea.

## Honores

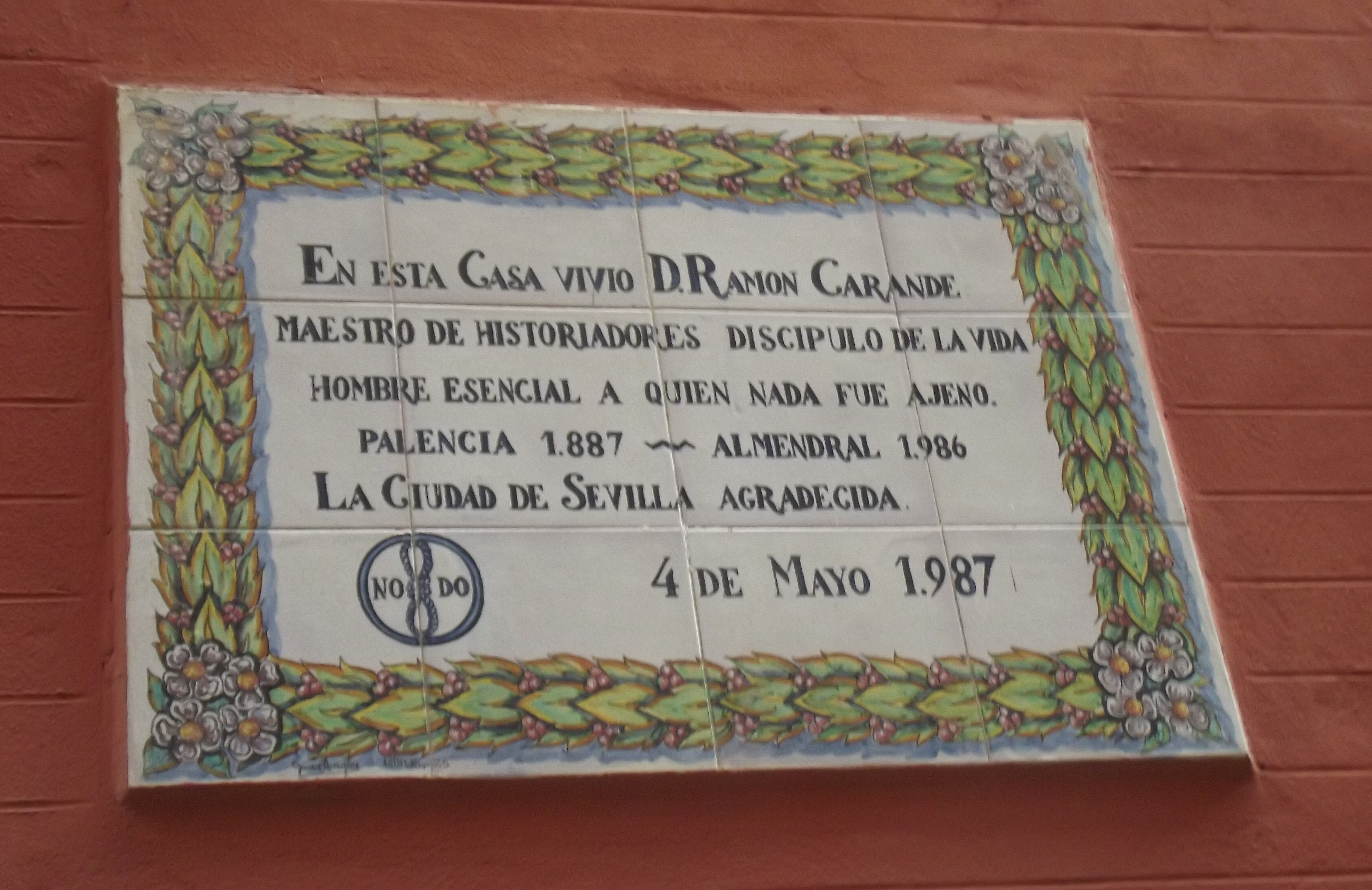
Azulejo en Sevilla

- Doctor honoris causa por la Universidad de Lille, en 1960; la Universidad de Colonia, en 1969; la Universidad Complutense de Madrid, en 1977; la Universidad de Valladolid, en 1983; y la Universidad de Salamanca, en 1984.
- Académico de la Historia, en la que ingresó en 1949 con un discurso sobre El crédito en Castilla en el precio de la política imperial (1949)
- Medalla al Mérito en el Trabajo, en su categoría de oro, en 1975.[4]
- Hijo Predilecto de Andalucía en 1983.
- Premio Príncipe de Asturias de Ciencias Sociales, en 1985.
- Una residencia de estudiantes de la Universidad de Sevilla "Rector Ramón Carande" lleva su nombre, así como un colegio de primaria en Torrejón de Ardoz, otro en Palencia, un instituto de bachillerato en Jerez de los Caballeros, un colegio concertado en Dos Hermanas, Sevilla y otro instituto en Sevilla. En este último, el propio Ramón Carande instituyó el premio de investigación escolar que lleva su nombre.
- Fue nombrado Cartero honorario, por la Sociedad Estatal Correos y Telégrafos el 19 de julio de 1984.
- Gran Cruz de la Orden Civil de Alfonso X el Sabio (1977)[5]

## Obras
- Trad. de Pierre de Tourtoulon, Los principios filosóficos de la historia del derecho (1909).
- Trad. de Mijaíl Tugán-Baranovski, Los fundamentos teóricos del marxismo (1914).
- The Bank of England cumple 252 años (rapsodia sobre temas de Clapham, sin variaciones) S. l., marzo de 1946 (separata del núm. 16 de Moneda y Crédito).
- La hacienda real de Castilla (1949).
- Larguezas de las Cortes (1518-1555) (1947).
- El crédito de Castilla y el precio de la política imperial (1949)
- Gobernantes y gobernados en la Hacienda de Castilla (1951).
- La encrucijada mercantilista (1943)
- Sevilla, fortaleza y mercado (1927)
- El Obispo, el Concejo y los Regidores de Palencia (1932).
- La economía y la expansión de España bajo el Gobierno de los Reyes Católicos (1952)
- La huella económica de las capitales hispano-musulmanas (1949).
- Carlos V y sus Banqueros, Barcelona: Crítica; Valladolid: Junta de Castilla y León, 1987; 3 v.: il.; 24. cm. (estudio de las relaciones económicas de la época fundado en la correspondencia del Emperador. El primer volumen de los tres que componen la obra apareció en 1943).
- Carlos V: Viajes, cartas y deudas, obra incluida en la segunda serie de sus estudios sobre Historia de España, hace referencia a un valor histórico de la correspondencia en general y de la imperial en particular.